# 진무 (후한)
진무(陳武, 177년? ~ 215년)는 중국 후한 말 손권 휘하의 무장으로 자는 자열(子烈)이며 양주 여강군 송자현(松滋縣) 사람이다. 진수(陳脩)와 진표의 아버지이다.

## 생애
손책이 수춘에 있을 시절(손책은 아버지 손견이 죽을 때까지는 양주 여강군 서현에 살다가, 아버지를 장사하고 흥평 원년(194년)에 비로소 원술을 섬겼으며, 또 흥평 원년에 원술의 명령을 받고 장강을 동쪽으로 건너 양주자사 유요 등 원술을 따르지 않는 세력들을 쳤고, 이후 다시 수춘으로 돌아오지 않았으므로, 이때는 194년으로 추측된다.), 손책을 찾아가 스스로 그 가신이 되었는데, 당시 18세였으며 신장이 7척 7촌에 달했다. 이후 손책을 따라 장강을 건너 정벌에 공을 세워 별부사마가 되었다.
건안 4년(199년), 손책이 여강태수 유훈을 격파하고 여강 사람 중 정예한 자들을 묶어 진무에게 거느리게 했다. 손권이 정사를 거느리고서는 독오교(督五校)로 관직이 옮겼다. 손권의 친애를 받고, 공적이 있어 편장군으로 승진했다.
건안 20년(215년), 손권을 따라 합비 전투에 참전하였으나, 난전 중에 전사하였다.

## 《삼국지연의》에서 진무
《삼국지연의》에 내용을 따르면, 얼굴은 황색, 눈은 적색으로 용모가 괴이했다고한다. 195년 손책이 강동(江東)으로 진출했을 때, 유요의 진영에 불을 질러 손책군에 가담하였고, 장영을 토벌하였다.
또한, 태사자가 주둔하였던 성을 기습하여 태사자를 붙잡기도 하였다. 그 후, 주유의 지휘하에서 적벽 대전·남군 전투에서 공을 세웠으며, 유비와 손부인이 형주로 떠나려 하자, 반장과 함께 손부인과 유비를 추격하여 데리러 오려 하였으나, 손부인의 거부로 물러났다.
215년, 손권이 합비를 쳐들어 갔을때, 유수구(濡須口)에서 조조의 무장 방덕과 격렬하게 싸웠으나 패하여 퇴각하다가, 다시 뒤돌아 방덕과 싸우려 하였으나, 윗도리가 나무에 얽혀 움직일 수 없게 되어 전사하였다.

## 인물·평가
덕이 두텁고 베풀기를 좋아하여, 거리를 불문하고 많은 객들의 의탁을 받았다.
진수는 정황한장주진동감능서반정전 끝에서, 진무를 다른 열한 명과 마찬가지로 "강동의 범 같은 신하로, 손씨에게 후대받았다."라고 평했다.

## 가계
- 아들 : 진표

## 같이 보기
- 삼국지 인물 목록